# Neoheterocerus fatuus
Neoheterocerus fatuus är en skalbaggsart som först beskrevs av Ernst Hellmuth von Kiesenwetter 1851.  Neoheterocerus fatuus ingår i släktet Neoheterocerus och familjen strandgrävbaggar. Inga underarter finns listade i Catalogue of Life.